# Aalt Toersen

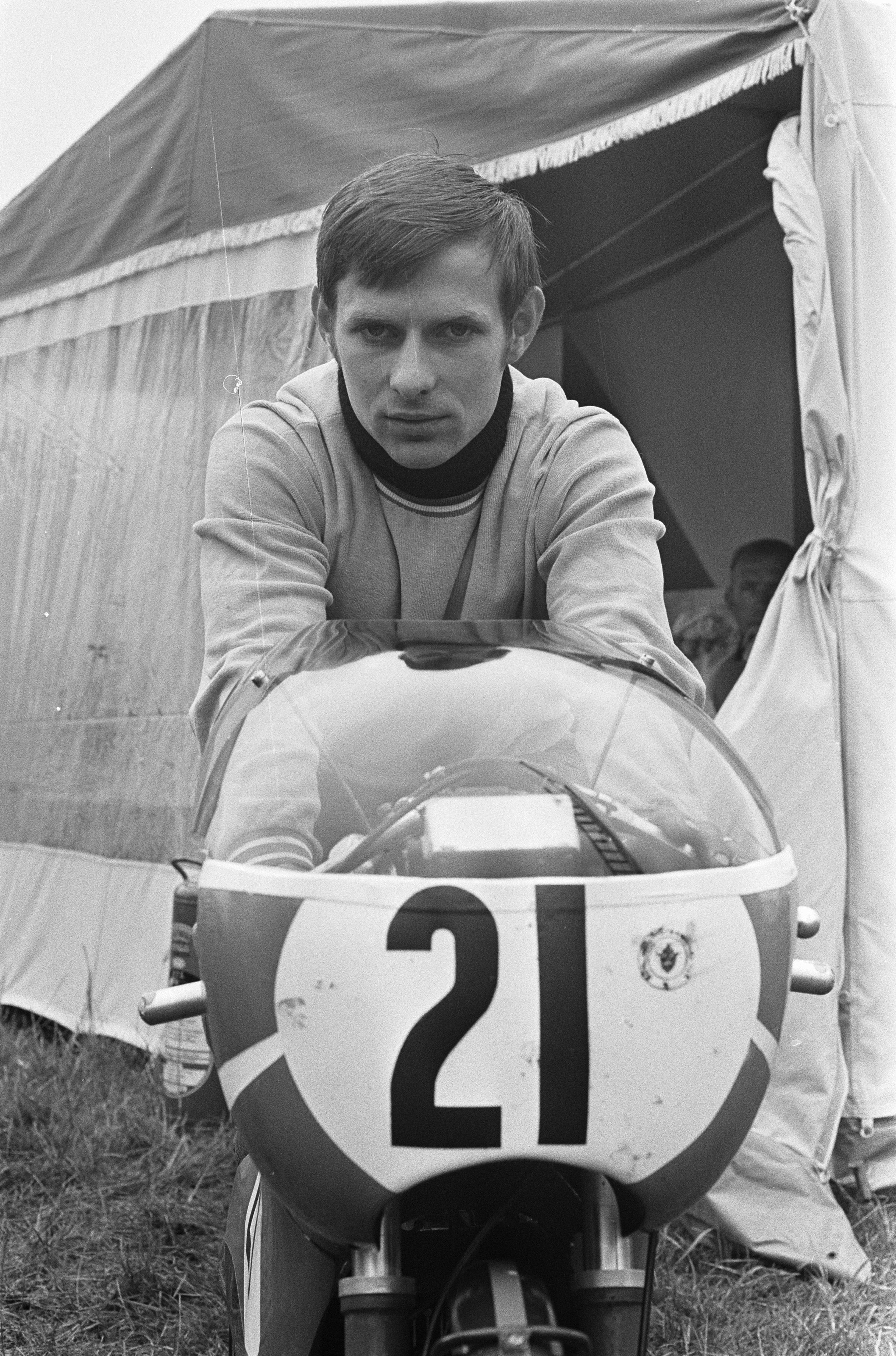
Aalt Toersen, Assen 1969.

Aalt Toersen, född 6 november 1945 i Staphorst, är en nederländsk roadracingförare som var aktiv i Roadracing-VM från 1967 till 1972. Han körde huvudsakligen i 50-kubiksklassen men gjorde också några race i 125-kubiksklassen. Toersen tog totalt sex Grand Prix-segrar i 50-kubiksklassen. Den första kom i Spaniens Grand Prix 1969 och den sista i Tjeckoslovakiens Grand Prix 1970. Han kom tvåa klassen i Roadracing-VM 1969 på en Kreidler och upprepade placeringen Roadracing-VM 1970 på en Jamathi.